# Daron Malakian
Daron Vartan Malakian (in armeno Տարոն Մալաքեան?, Taron Malak’ean; Los Angeles, 18 luglio 1975) è un cantautore e polistrumentista statunitense di origini armene, noto per essere il chitarrista e cofondatore dei System of a Down, nonché frontman dei Daron Malakian and Scars on Broadway.

## Biografia

### Primi anni
Unico figlio dell'artista e pittore Vartan Malakian (iracheno di etnìa armena) e di Zepur (iraniana) ascoltò l'heavy metal sin da quando era un bambino. Inizialmente era attratto dalla batteria ma siccome "non era possibile farlo smettere" il padre decise di fargli studiare la chitarra all'età di 11 anni. Come ha dichiarato in un'intervista, «Per il primo anno e mezzo imparai a suonare ad orecchio. Dopo qualche anno mi guadagnai una reputazione diventando un chitarrista nella mia scuola. E quando ebbi tra i 16 e i 17 anni, capii che la chitarra era un ottimo strumento per comporre musica e decisi che questo era veramente ciò che sentivo dentro. Non pretendo però di essere il più grande virtuoso della chitarra».
In quegli anni, Malakian ascoltò gruppi come Slayer, Venom, Metallica, Pantera e Sepultura, e successivamente passò ad ascoltare anche i The Beatles, citando John Lennon come uno dei suoi principali influenti nelle composizioni dei testi.
Poco dopo, Malakian cambiò scuola e si trasferì alla Rose and Alex Pilibos Armenian School, una scuola parrocchiale armena. All'interno della scuola erano presenti anche due futuri membri del gruppo: Shavo Odadjian e Ontronik Khachaturian (il primo batterista dei System of a Down). Serj Tankian, futuro cantante del gruppo, frequentò anch'esso la scuola ma l'aveva già finita quando arrivò Malakian (in quanto era più vecchio di quest'ultimo).

### Carriera
Nel 1993 Malakian conobbe Serj Tankian, dopo essersi incontrati per caso in uno studio di registrazione nel quale i due suonavano con le rispettive band (Tankian era il tastierista mentre Malakian era il cantante e chitarrista). Da quell'incontro, i due decisero di formare un gruppo chiamato "Soil", composto anche dal bassista Dave Hakopyan e dal batterista Domingo Laraino. Shavo Odadjian, inizialmente il loro manager, divenne il chitarrista ritmico. Il progetto tuttavia non andò a buon fine ma Malakian, Tankian e Odadjian (nel frattempo passato al basso) formarono i "Victims of a Down", successivamente modificato in System of a Down. Come batterista scelsero Ontronik Khachaturian ma in seguito ad un infortunio alla mano di quest'ultimo nel 1997, Khachaturian fu sostituito da John Dolmayan.
Insieme a Rick Rubin, Malakian ha prodotto tutti gli album pubblicati dai System of a Down, oltre ad altri di gruppi come The Ambulance e Bad Acid Trip (gruppo che passò più tardi nella Serjical Strike Records di Serj Tankian). Inoltre è il principale compositore musicale del gruppo e negli album Mezmerize e Hypnotize del 2005 incrementò anche il suo ruolo canoro all'interno del gruppo, cantando e scrivendo interamente alcuni brani.
Nel 2006 i System of a Down decisero di concedersi una pausa: Malakian creò pertanto gli Scars on Broadway, coinvolgendo anche John Dolmayan. Insieme pubblicarono l'album omonimo nel 2008, promosso dai singoli They Say e World Long Gone. Nel 2008 Malakian interruppe la tournée statunitense con gli Scars on Broadway a causa di motivi personali, prendendosi una pausa dalle scene musicali. Al termine del 2009 Malakian ritornò in scena prima in una festa di Halloween organizzata dal suo compagno Shavo Odadjian insieme a Dolmayan, successivamente assieme ai Deftones e ad altri artisti per il concerto in beneficenza a Chi Cheng e infine a una nuova data degli Scars on Broadway avvenuta il 2 maggio. Verso la fine del 2010 si è riunito con gli altri componenti dei System of a Down, tenendo una tournée mondiale tra il 2011 e il 2012.
Nel 2012 è tornato con gli Scars on Broadway esibendosi negli Stati Uniti d'America come supporto ai Deftones. Nel 2014 Malakian ha collaborato con i Linkin Park alla realizzazione di Rebellion, presente nel sesto album del gruppo The Hunting Party.
Nel 2018 ha riformato gli Scars on Broadway (rinominandoli in Daron Malakian and Scars on Broadway) e annunciata la pubblicazione del loro secondo album in studio Dictator, previsto per il 20 luglio dello stesso anno.

## Strumentazione

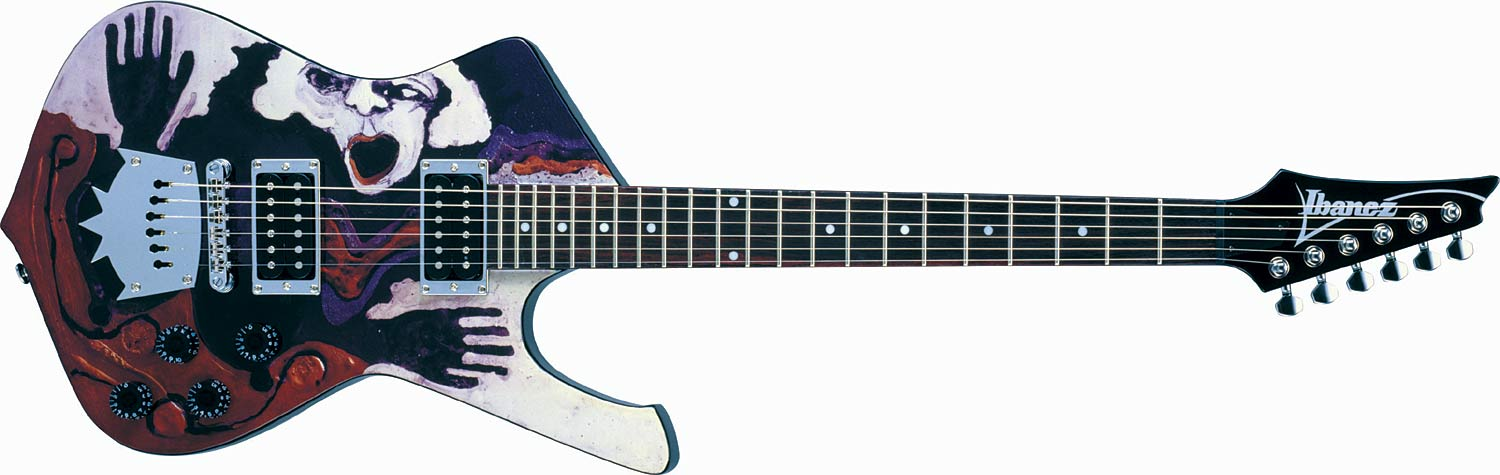
Ibanez DMM Daron Malakian Model, mai usata però da Malakian. Il disegno è stato realizzato dal padre, Vartan Malakian, anch'egli artista.

Dopo aver suonato per anni chitarre Ibanez Iceman dal vivo, e all'indomani dell'uscita del modello Ibanez DMM Daron Malakian Model, Daron è passato alle Gibson SG, in particolare il modello Reissue '61. In studio invece usa una quantità indefinita di chitarre, amplificatori, pedali ed effetti.
Durante le varie fasi di registrazione dell'album di debutto degli Scars on Broadway, Malakian si è avvalso dell'utilizzo di altri strumenti quali mellotron, organo e tastiera.

## Discografia

### Con i System of a Down
- 1998 – System of a Down
- 2001 – Toxicity
- 2002 – Steal This Album!
- 2005 – Mezmerize
- 2005 – Hypnotize

### Con i Daron Malakian and Scars on Broadway
- 2008 – Scars on Broadway (uscito a nome Scars on Broadway)
- 2018 – Dictator
- 2025 – Addicted to the Violence

### Collaborazioni
- 2010 – Cypress Hill – Trouble Seeker (da Rise Up)
- 2012 – Der – Well, Fak You Ready (da Memoriâ)
- 2014 – Linkin Park – Rebellion (da The Hunting Party)